# Flowing Wells
Flowing Wells és una concentració de població designada pel cens dels Estats Units a l'estat d'Arizona. Segons el cens del 2000 tenia 15.050 habitants.

## Demografia
Segons el cens del 2000, Flowing Wells tenia 15.050 habitants, 6.250 habitatges, i 3.849 famílies La densitat de població era de 1.704,1 habitants/km².
Dels 6.250 habitatges en un 28,1% hi vivien nens de menys de 18 anys, en un 42,3% hi vivien parelles casades, en un 14% dones solteres, i en un 38,4% no eren unitats familiars. En el 31,6% dels habitatges hi vivien persones soles el 14,8% de les quals corresponia a persones de 65 anys o més que vivien soles. El nombre mitjà de persones vivint en cada habitatge era de 2,41 i el nombre mitjà de persones que vivien en cada família era de 3,02.
Per edats la població es repartia de la següent manera: un 25,4% tenia menys de 18 anys, un 7,9% entre 18 i 24, un 27,5% entre 25 i 44, un 20,9% de 45 a 60 i un 18,2% 65 anys o més.
L'edat mediana era de 38 anys. Per cada 100 dones de 18 o més anys hi havia 87,7 homes.
La renda mediana per habitatge era de 26.517 $ i la renda mediana per família de 31.786 $. Els homes tenien una renda mediana de 26.235 $ mentre que les dones 21.972 $. La renda per capita de la població era de 14.833 $. Aproximadament el 15,2% de les famílies i el 17,1% de la població estaven per davall del llindar de pobresa.

## Poblacions més a prop
El següent diagrama mostra les poblacions més a prop.